# Robb Glacier
Robb Glacier är en glaciär i Antarktis. Den ligger i Östantarktis. Nya Zeeland gör anspråk på området. Robb Glacier ligger 271 meter över havet.
Terrängen runt Robb Glacier är varierad. Trakten är obefolkad. Det finns inga samhällen i närheten.